# Joanna Stone
Joanna Stone-Nixon (ur. 4 października 1972 w Londynie) – australijska lekkoatletka specjalizująca się w rzucie oszczepem.
Uczestniczka dwóch igrzysk olimpijskich - Atlanta 1996 i Sydney 2000. W 1997 w Atenach zdobyła srebrny medal i tytuł wicemistrzyni świata. Mistrzyni Australii. Rekord życiowy: 64,62 m (5 sierpnia 2000, Gold Coast).